# NGC 7403
NGC 7403 est une étoile située dans la constellation des Poissons,. L'astronome américain Phillip Sidney Coolidge (de) a enregistré la position de celle-ci le 15 novembre 1859.